# John Elliott (1773-1827)
Pour les articles homonymes, voir John Elliott.
John Elliott (24 octobre 1773 - 9 août 1827) est un homme politique américain.

## Biographie
Il est membre du Sénat des États-Unis de 1819 à 1825.